# Свекловичная минирующая муха
Свекловичная минирующая муха, или северная свекловичная муха,(лат. Pegomya betae) — вид насекомых из семейства цветочниц (Anthomyiidae) отряда двукрылых. Распространён в Северной Америке, Центральной, Северной и Восточной Европе, Японии.

## Описание
Pegomya betae является видом-двойником Pegomya hyosciami — западной свекловичной мухи, и Pegomya mixta — восточной свекловичной мухи.
Муха длиной 5—6 миллиметров, грудь серая, сверху с буроватыми продольными полосками. Брюшко с темной продольной полоской, по бокам красноватое. Голова полукруглая, в профиль почти треугольная, с большими коричневыми или красноватыми глазами. Бёдра и голени у самцов серые. Самки от самцов отличаются более широким брюшком и лбом. Личинка грязно-белая, длиной 9 миллиметров, безногая и без хитинизированной головы, с затупленным задним краем, что имеет ряд треугольных зубцов. Пупарий бочковидный, тёмно-коричневый, длиной 3,5—5 миллиметров. Яйцо белое, с сетчатой поверхностью, длиной 0,8 миллиметра.
Главными признаками по которым северные свекловичные мухи отличаются от западных является строение генитального аппарата и яйцеклада у самок. Гениталии самцов сильно склеротизованные и имеют темную окраску с двумя длинными хорошо развитыми церками. Церки угловатые с хорошо выраженным крючком в апикальной части, внутренние лопасти длинные и прямые. У самок на восьмом абдоминальном сегменте расположены три склеротизованные пластинки из которых вентральная имеет треугольную форму и ограниченная в основном темной краевой зоной.

## Экология
Личинки питаются листьями в течение всего развития. Перемещаясь внутри листа, образуют ходы (мины), которые сливаются и могут охватить всю пластинку. Верхняя кожица под минами сдувается, подсыхает и лопается. Поврежденные листья желтеют и отмирают. Зимуют личинки в пупариях. В районах свеклосеяния муха дает преимущественно два поколения, а при влажной и теплой погоды — до четырёх. Личинки могут развиваться в листьях лебеды, шпината и тому подобное.
В южной полосе полесья и в лесостепи вылет мух из куколок происходит в апреле. Вскоре самки приступают к откладке яиц, размещая их снизу листьев сахарной свёклы и других маревых как по одному, так и кучками, по 5—6 штук. На один листок откладывает до 20 яиц, а всего самка в течение 1—2 месяцев может отложить их до 100. Фаза яйца длится 2—4 суток, а при неблагоприятных условиях около двух недель. Личинки, которые выходят из яиц, вгрызаются в мякоть листа и делают в ней ходы (мины). После двух линек (через 7—21 день после выхода из яйца) личинки покидают мины и углубляются на 2—8 см в почву, где и окукливаются в пупариях. В отличие от западной свекловичной мухи личинки которой часто окукливаются на листьях в северной они делают это исключительно в почве. В среднем через три недели с пупарий выходят мухи нового, летнего, поколения, полный цикл развития которого длится 3—5 недель, а за прохладной погоды — свыше два месяца. Массовое размножение наблюдается в годы с сухой и теплой весной. Кроме свеклы, личинки минируют листья лебеды, шпината, а также некоторых пасленовых сорняков (белены, дурмана). В мякоти листьев личинки младшего возраста прокладывают сначала узкие, а позже более широкие ходы, имеющие вид пятен неправильной формы с отстающей верхней кожицей, через которую просвечивается содержимое мины — экскременты и сама личинка. Мины нескольких личинок на одном листке часто сливаются, охватывая большую часть листовой пластинки. Сильно поврежденные листья желтеют, вянут и усыхают, что приводит к значительному снижению сахаристости корнеплодов и урожая семян.

## Меры защиты
Если на одном растении в фазе 2-4 листьев 6—8 яиц и 3—5 личинок, а в фазе 6-8 листьев — 15—20 яиц и 6—10 личинок при заселении вредителем 30 % растений посевы опрыскивают инсектицидами.